# Jumli
Le Jumli (népalais : Jumli) est une race de chevaux originaire du district de Jumla, au Népal. Ce petit cheval est présent dans une grande partie du Népal ainsi que dans l'Uttarakhand, en Inde. il est surtout employé comme cheval de bât, que ce soit dans le cadre de l'économie de survie ou pour le tourisme équestre.

## Histoire
La race est aussi connue sous le nom de « Chantey ». Le Jumli n'est pas mentionné dans l'encyclopédie de CAB International (2016). Cependant, l'étude de Lok Nath Paudel, consacrée à la biodiversité animale du Népal (2017), le cite comme étant la seule race de chevaux indigène de ce pays.
Le Jumli est cité comme race chevaline népalaise dès 1995. Cette même année, il intègre la World Watch List for Domestic Animal Diversity de la FAO.

## Description

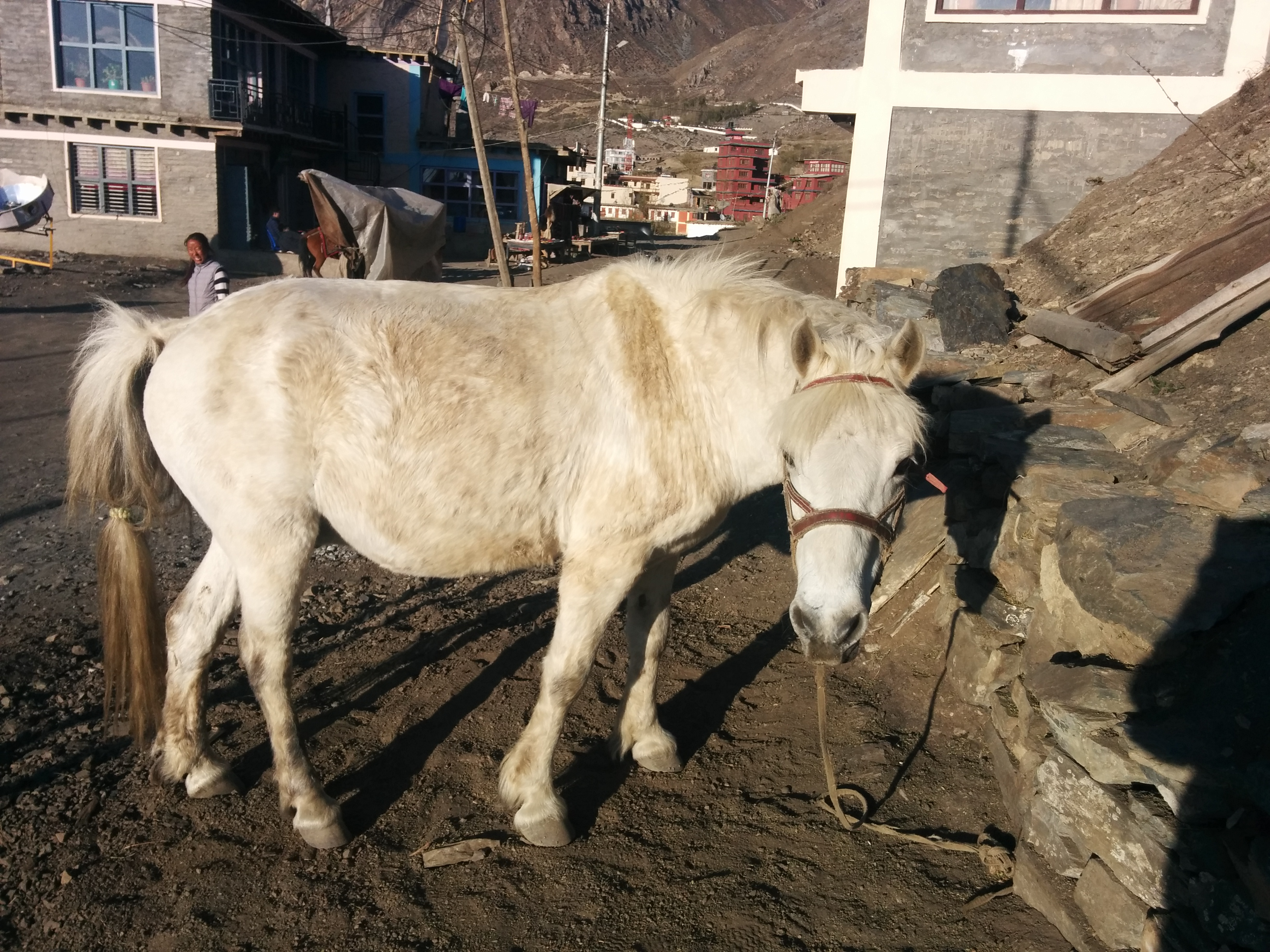
Jumli gris au Népal

Le Jumli est proche du Bhotia. D'assez petite taille, il toise de 1,22 m à 1,44 m d'après l'encyclopédie de Delachaux & Niestlé. La tête présente un front large et des yeux en forme d'amande. L'encolure est souvent portée horizontalement ; le dos est droit. La croupe est très inclinée, dotée d'une queue attachée bas. Les pieds sont petits. Crinière et queue sont très fournies, et denses.
La robe est généralement baie, plus rarement bai foncé (bai-brun), ou grise. 
Le Jumli est parfaitement adapté aux régions d'altitude. Il est réputé endurant, résistant, et doué d'un pied très sûr pour avancer dans la neige.

## Utilisations
Le Jumli sert surtout de cheval de bât, permettant le transport de denrées et de diverses marchandises dans les zones montagneuses aux accès escarpés. Le tourisme équestre offre un nouveau débouché récent à cette race, pour le portage des bagages de randonneurs lors de trekkings. Saillies par des baudets, les juments Jumli donnent naissance à des mules réputées.

## Diffusion de l'élevage

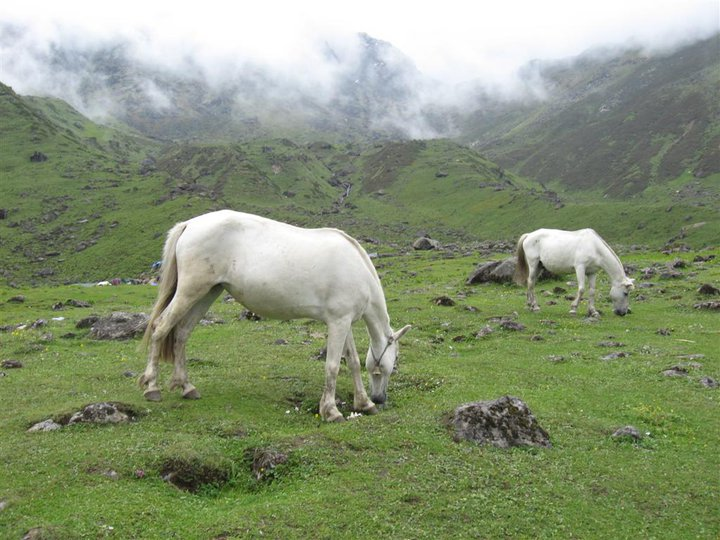
Jumli gris dans les montagnes de Kedarnath, Uttarakhand.

La race Jumli est locale, indigène au Népal, en particulier dans le district de Jumla, en altitude,. Elle est aussi présente dans la région d'Uttarakhand, en Inde. L'étude de la population équine mondiale menée par Rupak Khadka, de l'université d'Uppsala, et publiée en août 2010 pour la FAO, signale le Jumli comme race locale asiatique (népalaise), dont le niveau de menace est inconnu. La base de données DAD-IS ne fournit aucun relevé de population, et indique le niveau de menace comme étant inconnu.
Ce cheval est vraisemblablement en voie de raréfaction, en raison de la progression des transports motorisés. Il reste cependant le cheval indigène népalais le plus représenté dans son pays d'origine.